# Leptochilus tassiliensis
Leptochilus tassiliensis är en stekelart som beskrevs av Giordani Soika 1954. Leptochilus tassiliensis ingår i släktet Leptochilus och familjen Eumenidae. Inga underarter finns listade i Catalogue of Life.